# Club Atlético Peñarol 2025
Questa voce raccoglie le informazioni riguardanti il Club Atlético Peñarol nelle competizioni ufficiali della stagione 2025.

## Stagione
La squadra è allenata da Diego Aguirre, confermato dopo che la stagione precedente ha portato il Peñarol alla conquista del titolo. L'esordio stagionale arriva il 26 gennaio, con la sconfitta nel Superclásico per 2-1 contro il Nacional nella gara per l'assegnazione della supercoppa nazionale. L'esordio in Primera División sorride ai campioni in carica, che battono a domicilio per 3-1 il Progreso.

## Maglie e sponsor
Per la stagione 2025, lo sponsor tecnico è Puma, mentre il main sponsor sulla maglia è Antel.
| Casa | Trasferta | Terza divisa | Portiere 1 | Portiere 2 | Portiere 3 |

## Rosa
Dati aggiornati al 18 agosto 2025.
| N. |                     | Ruolo | Calciatore             |
| -- | ------------------- | ----- | ---------------------- |
| 1  | Uruguay (bandiera)  | P     | Kevin Morgan           |
| 3  | Uruguay (bandiera)  | D     | Mathías De Ritis       |
| 4  | Uruguay (bandiera)  | D     | Juan Rodríguez         |
| 5  | Uruguay (bandiera)  | C     | Ignacio Sosa           |
| 7  | Uruguay (bandiera)  | C     | Javier Cabrera         |
| 8  | Paraguay (bandiera) | D     | Héctor Villalba        |
| 10 | Uruguay (bandiera)  | C     | Leonardo Fernández     |
| 11 | Uruguay (bandiera)  | A     | Maximiliano Silvera    |
| 12 | Cile (bandiera)     | P     | Brayan Cortés          |
| 13 | Uruguay (bandiera)  | C     | Eduardo Darias         |
| 15 | Uruguay (bandiera)  | D     | Maximiliano Olivera () |
| 16 | Uruguay (bandiera)  | C     | Leandro Umpiérrez      |
| 17 | Uruguay (bandiera)  | D     | Emanuel Gularte        |
| 18 | Uruguay (bandiera)  | C     | Lorenzo Couture        |
| 19 | Uruguay (bandiera)  | A     | Matías Arezo           |
| 20 | Uruguay (bandiera)  | D     | Pedro Milans           |
| 21 | Uruguay (bandiera)  | D     | Gastón Silva           |
| 22 | Uruguay (bandiera)  | D     | Damián Suárez          |
| 23 | Uruguay (bandiera)  | C     | Javier Méndez          |
| 24 | Uruguay (bandiera)  | C     | Jesús Trindade         |

| N. |                      | Ruolo | Calciatore          |
| -- | -------------------- | ----- | ------------------- |
| 25 | Uruguay (bandiera)   | P     | Martín Campaña      |
| 27 | Uruguay (bandiera)   | D     | Lucas Hernández     |
| 29 | Argentina (bandiera) | C     | Eric Remedi         |
| 30 | Uruguay (bandiera)   | A     | Stiven Muhlethaler  |
| 34 | Uruguay (bandiera)   | D     | Nahuel Herrera      |
| 36 | Uruguay (bandiera)   | C     | Tomás Olase         |
| 40 | Uruguay (bandiera)   | A     | Brandon Álvarez     |
| 50 | Uruguay (bandiera)   | A     | Diego García        |
| 55 | Uruguay (bandiera)   | C     | Lorenzo Couture     |
| 80 | Uruguay (bandiera)   | C     | David Terans        |
| -- | Uruguay (bandiera)   | A     | Alejo Cruz          |
| 2  | Brasile (bandiera)   | D     | Léo Coelho          |
| 6  | Uruguay (bandiera)   | C     | Rodrigo Pérez       |
| 9  | Uruguay (bandiera)   | A     | Felipe Avenatti     |
| 12 | Uruguay (bandiera)   | P     | Guillermo de Amores |
| 14 | Uruguay (bandiera)   | C     | Damián García       |
| 18 | Uruguay (bandiera)   | D     | Camilo Mayada       |
| 25 | Uruguay (bandiera)   | A     | Jaime Báez          |
| 70 | Uruguay (bandiera)   | C     | Franco González     |
| 77 | Uruguay (bandiera)   | A     | Alexander Machado   |

## Trasferimenti
Dati aggiornati al 9 giugno 2025.

### Sessione estiva
| Acquisti         | Acquisti           | Acquisti          | Acquisti                  |
| R.               | Nome               | da                | Modalità                  |
| ---------------- | ------------------ | ----------------- | ------------------------- |
| C                | Leonardo Fernández | Toluca            | definitivo (7 milioni $)  |
| C                | Eduardo Darias     | Dep. Maldonado    | definitivo (530 mila $)   |
| A                | Alexander Machado  | Boston River      | definitivo (190 mila $)   |
| A                | Héctor Villalba    |                   | svincolato                |
| D                | Gastón Silva       |                   | svincolato                |
| C                | Eric Remedi        |                   | svincolato                |
| A                | Diego García       |                   | svincolato                |
| C                | David Terans       | Fluminense        | prestito                  |
| P                | Thiago Cardozo     | Unión (SF)        | fine prestito             |
| A                | Brian Mansilla     | Defensor Sporting | fine prestito             |
| C                | Franco González    | Yverdon           | fine prestito             |
| D                | Juan Rodríguez     | Boston River      | fine prestito             |
| D                | Valentín Rodríguez | Gimnasia (LP)     | fine prestito             |
| C                | Braulio Guisolfo   | Fénix             | fine prestito             |
| D                | Andrés Madruga     | Rampla Juniors    | fine prestito             |
| A                | Máximo Alonso      | Albion            | fine prestito             |
| A                | Bruno Betancor     | Rentistas         | fine prestito             |
| Altre operazioni |                    |                   |                           |
| C                | Leandro Umpiérrez  |                   | aggregato dalle giovanili |

| Cessioni         | Cessioni             | Cessioni         | Cessioni                 |
| R.               | Nome                 | a                | Modalità                 |
| ---------------- | -------------------- | ---------------- | ------------------------ |
| D                | Guzmán Rodríguez     | RB Bragantino    | definitiva (800 mila $)  |
| C                | Damián García        | Shabab Al-Ahli   | definitiva (3 milioni $) |
| P                | Thiago Cardozo       |                  | svincolato               |
| A                | Brian Mansilla       | Arouca           | prestito                 |
| P                | Washington Aguerre   |                  | svincolato               |
| D                | Valentín Rodríguez   |                  | svincolato               |
| A                | Nicolás Rossi        |                  | svincolato               |
| C                | Braulio Guisolfo     |                  | svincolato               |
| C                | Sebastián Cristóforo |                  | svincolato               |
| A                | Máximo Alonso        |                  | svincolato               |
| C                | Gastón Ramírez       |                  | svincolato               |
| A                | Bruno Betancor       |                  | svincolato               |
| A                | Nahuel Acosta        | Blooming         | prestito                 |
| D                | Martín Gianoli       | Cerro Largo      | prestito                 |
| A                | Alan Medina          | León             | fine prestito            |
| A                | Leonardo Sequeira    | CD Everton       | fine prestito            |
| C                | Adrián Fernández     | San Telmo        | fine prestito            |
| A                | Matheus Babi         | Athl. Paranaense | fine prestito            |
| D                | Diego Sosa           | Tigre            | fine prestito            |
| Altre operazioni |                      |                  |                          |
| C                | Leonardo Fernández   | Toluca           | fine prestito            |
| C                | Eduardo Darias       | Dep. Maldonado   | fine prestito            |
| D                | Andrés Madruga       | Manta            | prestito                 |

### Sessione invernale
| Acquisti         | Acquisti           | Acquisti  | Acquisti                                              |
| R.               | Nome               | da        | Modalità                                              |
| ---------------- | ------------------ | --------- | ----------------------------------------------------- |
| A                | Matías Arezo       | Grêmio    | prestito oneroso con diritto di riscatto (500 mila $) |
| D                | Emanuel Gularte    | Puebla    | prestito oneroso con diritto di riscatto (250 mila $) |
| P                | Brayan Cortés      | Colo-Colo | prestito oneroso (100 mila €)                         |
| A                | Alejo Cruz         |           | definitivo (svincolato)                               |
| C                | Jesús Trindade     |           | definitivo (svincolato)                               |
| A                | Brian Mansilla     | Arouca    | rientro prestito                                      |
| D                | Mathías De Ritis   | Banfield  | rientro prestito                                      |
| Altre operazioni |                    |           |                                                       |
| R.               | Nome               | da        | Modalità                                              |
| C                | Lorenzo Couture    |           | aggregato dalle giovanili                             |
| C                | Stiven Muhlethaler |           | aggregato dalle giovanili                             |
| A                | Brandon Álvarez    |           | aggregato dalle giovanili                             |

| Cessioni         | Cessioni            | Cessioni          | Cessioni                |
| R.               | Nome                | a                 | Modalità                |
| ---------------- | ------------------- | ----------------- | ----------------------- |
| A                | Brian Mansilla      | Arouca            | definitiva (800 mila €) |
| D                | Léo Coelho          |                   | definitiva (svincolato) |
| C                | Rodrigo Pérez       |                   | definitiva (svincolato) |
| A                | Felipe Avenatti     |                   | definitiva (svincolato) |
| P                | Guillermo de Amores |                   | definitiva (svincolato) |
| D                | Camilo Mayada       |                   | definitiva (svincolato) |
| C                | Franco González     | La Equidad        | prestito                |
| A                | Alexander Machado   | Defensor Sporting | prestito                |
| A                | Jaime Báez          |                   | svincolato              |
| Altre operazioni |                     |                   |                         |
| R.               | Nome                | a                 | Modalità                |
|                  |                     |                   |                         |

## Risultati
Dati aggiornati al 20 agosto 2025.

### Supercopa Uruguaya
Avendo ottenuto il titolo di campione uruguayano nella stagione 2024, il Peñarol ha ottenuto il diritto di partecipare alla Supercopa Uruguaya 2025, affrontando il Nacional (vincitore del Torneo Intermedio 2024).
| Arbitro: | Javier Burgos |

|                                   |           |               |
| N. López 39’ (rig.) J. Recoba 44’ | Marcatori | 71’ D. García |

Con la sconfitta per 2-1 subita dal Nacional, il Peñarol è uscito sconfitto dalla finale di Supercopa Uruguaya 2025.

### Primera División

#### Torneo Apertura
| Arbitro: | Leodán González |

|                          |           |                                          |
| D. González 90+2’ (rig.) | Marcatori | 19’ J. Báez 62’ D. García 75’ M. Silvera |

| Arbitro: | Esteban Ostojich |

|               |           |                |
| J. Recoba 61’ | Marcatori | 50’ M. Silvera |

| Arbitro: | Andrés Matonte |

|                |           |              |
| J. Cabrera 48’ | Marcatori | 51’ V. Adamo |

| Arbitro: | Mathías De Armas |

|               |           |               |
| F. Barone 85’ | Marcatori | 30’ E. Darias |

| Arbitro: | José Burgos |

|  |           |                               |
|  | Marcatori | 42’ R. Ferreira 74’ L. Monzón |

| Arbitro: | Andrés Matonte |

|                |           |  |
| M. Lorenzi 75’ | Marcatori |  |

| Arbitro: | Esteban Ostojich |

|  |           |                                                   |
|  | Marcatori | 27’ A. Hernández 59’ A. Hernández 63’ H. Quintana |

| Arbitro: | Leodán González |

|  |           |                                        |
|  | Marcatori | 57’ (rig.) L. Fernández 75’ N. Herrera |

| Arbitro: | Gustavo Tejera |

|  |           |                                 |
|  | Marcatori | 28’ N. Bertocchi 76’ L. Otormín |

| Arbitro: | Esteban Ostojich |

|  |           |                 |
|  | Marcatori | 27’ H. Villalba |

| Arbitro: | Andrés Matonte |

|                                                             |           |                                |
| L. Fernández 5’ L. Umpiérrez 35’ J. Báez 66’ A. Machado 85’ | Marcatori | 2’ M. Fernández 90+2’ P. López |

| Arbitro: | José Burgos |

|               |           |                                |
| B. Veglio 19’ | Marcatori | 30’ M. Silvera 84’ H. Villalba |

| Arbitro: | Gustavo Tejera |

|                                              |           |                |
| L. Hernández 9’ M. Silvera 37’ D. Terans 56’ | Marcatori | 58’ S. Camacho |

| Arbitro: | Mathías De Armas |

|  |           |                  |
|  | Marcatori | 78’ L. Fernández |

| Arbitro: | Hernán Heras |

|                                         |           |              |
| L. Fernández 4’ (rig.) L. Fernández 71’ | Marcatori | 19’ M. Villa |

Il Peñarol ha concluso il Torneo Apertura al 4° posto in classifica con 27 punti (8 vittorie, 3 pareggi e 4 sconfitte in 15 partite).

#### Torneo Intermedio
Con la 4° posizione ottenuta nel Torneo Apertura, il Peñarol è stato aggregato alla Serie A del Torneo Intermedio, insieme a Liverpool, Defensor Sporting, Cerro Largo, Plaza Colonia, Cerro, Montevideo Wanderers e River Plate.

##### Fase a gruppi (Serie A)
| Arbitro: | Leodán González |

|                               |           |  |
| J. Cabrera 22’ M. Olivera 86’ | Marcatori |  |

| Arbitro: | Javier Feres |

|                 |           |               |
| F. Bonifazi 28’ | Marcatori | 25’ D. García |

| Arbitro: | Andrés Matonte |

|                                                      |           |  |
| L. Fernández 31’ (rig.) M. Olivera 64’ D. Terans 89’ | Marcatori |  |

| Arbitro: | Javier Feres |

|               |           |                                              |
| F. Barone 79’ | Marcatori | 23’ M. Olivera 37’ M. Silvera 90’ J. Cabrera |

| Arbitro: | Hernán Heras |

|                                                 |           |                                |
| H. Quintana 49’ A. Hernández 54’ N. Vallejo 58’ | Marcatori | 45+3’ M. Silvera 63’ D. Terans |

| Arbitro: | Mathías De Armas |

|                            |           |  |
| I. Sosa 45’ M. Silvera 47’ | Marcatori |  |

| Arbitro: | Andrés Matonte |

|                               |           |  |
| M. Olivera 51’ J. Cabrera 56’ | Marcatori |  |

Classificandosi al 1° posto nella Serie A, il Peñarol ha ottenuto la qualificazione alla finale del Torneo Intermedio.

##### Finale
Nella finale del Torneo Intermedio, il Peñarol ha affrontato il Nacional, qualificatosi come 1° classificata nella Serie B.
| Arbitro: | Esteban Ostojich |

|                                                               |                      |                                          |
| D. Terans L. Fernández Léo Coelho S. Muhlethaler L. Umpiérrez | Tiri di rigore 3 – 5 | G. Carneiro S. Coates L. Boggio L. Mejía |

Permanendo il risultato di parità (0-0) dopo la fine dei tempi regolamentari e dei tempi supplementari, sono stati necessari i tiri di rigore dai quali è uscito vincitore il Peñarol con il punteggio di 5-3 in suo favore, che in tal modo ha battuto il Nacional ottenendo il titolo del Torneo Intermedio per la 1ª volta nella sua storia.

#### Torneo Clausura
| Arbitro: | Andrés Matonte |

|                               |           |              |
| L. Fernández 77’ M. Arezo 90’ | Marcatori | 31’ A. Cougo |

| Arbitro: | José Burgos |

|                                              |           |  |
| M. Silvera 31’ E. Gularte 45+1’ M. Arezo 85’ | Marcatori |  |

| Arbitro: | Gustavo Tejera |

|                                |           |              |
| G. López 42’ A. Albarracín 49’ | Marcatori | 79’ M. Arezo |

| Montevideo 24 agosto 2025, ore 18:00 UTC-3 4ª giornata | Peñarol | – | River Plate (M) | Estadio Campeón del Siglo |

| Montevideo 2025, ore --:-- UTC-3 5ª giornata | Racing Montevideo | – | Peñarol | Estadio Parque Osvaldo Roberto |

| Montevideo 2025, ore --:-- UTC-3 6ª giornata | Peñarol | – | Plaza Colonia | Estadio Campeón del Siglo |

| Montevideo 2025, ore --:-- UTC-3 7ª giornata | Liverpool (M) | – | Peñarol | Estadio Belvedere |

| Montevideo 2025, ore --:-- UTC-3 8ª giornata | Peñarol | – | Juventud | Estadio Campeón del Siglo |

| Melo 2025, ore --:-- UTC-3 9ª giornata | Cerro Largo | – | Peñarol | Estadio Municipal Arquitecto Antonio Eleuterio Ubilla |

| Montevideo 2025, ore --:-- UTC-3 10ª giornata | Peñarol | – | Danubio | Estadio Campeón del Siglo |

| Montevideo 2025, ore --:-- UTC-3 11ª giornata | Miramar Misiones | – | Peñarol | Estadio Luis Méndez Piana |

| Montevideo 2025, ore --:-- UTC-3 12ª giornata | Peñarol | – | Montevideo Wanderers | Estadio Campeón del Siglo |

| Montevideo 2025, ore --:-- UTC-3 13ª giornata | Cerro | – | Peñarol | Estadio Luis Tróccoli |

| Montevideo 2025, ore --:-- UTC-3 14ª giornata | Peñarol | – | Defensor Sporting | Estadio Campeón del Siglo |

| Montevideo 2025, ore --:-- UTC-3 15ª giornata | Montevideo City Torque | – | Peñarol | Estadio Charrúa |

### Copa AUF Uruguay
Come tutte le partecipanti alla Copa Uruguay, il Peñarol comincerà la sua partecipazione alla manifestazione a partire dai sedicesimi di finale. Dal sorteggio, avvenuto il 15 luglio 2025 presso la sede della AUF a Montevideo, il Peñarol è stato accoppiato con il Río Negro.

#### Sedicesimi di finale
| San José de Mayo ... 2025, ore --:-- UTC-3 Sedicesimi di finale (gara unica) | Rio Negro (SJ) | – | Peñarol | Estadio Municipal Casto Martínez Laguarda |

### Copa Libertadores
Con la vittoria del campionato uruguayano 2024, il Peñarol ha ottenuto la qualificazione alla Copa Libertadores 2025, accedendo direttamente alla fase a gironi.

#### Fase a gironi (Gruppo H)
Il sorteggio dei gironi si è tenuto il 17 marzo 2025 presso la sede della CONMEBOL di Luque (Paraguay). Dal sorteggio, il Peñarol è stato aggregato nel Gruppo H insieme a Olimpia (Paraguay), San Antonio Bulo Bulo (Bolivia) e Vélez Sarsfield (Argentina).
| Arbitro: | Raphael Claus |

|                                 |           |                  |
| M. Carrizo 80’ Á. Montoro 90+5’ | Marcatori | 48’ L. Fernández |

| Arbitro: | Paulo Zanovelli |

|                                  |           |  |
| H. Villalba 60’ A. Machado 90+4’ | Marcatori |  |

| Asunción 23 aprile 2025, ore 19:00 UTC-3 3ª giornata | Olimpia          | 0 – 0 referto | Peñarol | Estadio Defensores del Chaco (19 869 spett.)\| Arbitro: \| Jesús Valenzuela \| |
| Arbitro:                                             | Jesús Valenzuela |               |         |                                                                                |

| Arbitro: | Cristián Garay |

|  |           |                                                    |
|  | Marcatori | 75’ M. Silvera 90+2’ L. Hernández 90+5’ M. Silvera |

| Arbitro: | Wilmar Roldán |

|                                               |           |                                |
| L. Fernández 50’ M. Olivera 55’ E. Remedi 73’ | Marcatori | 13’ L. López 37’ I. Leguizamón |

| Montevideo 29 maggio 2025, ore 19:00 UTC-3 6ª giornata | Peñarol          | 0 – 0 referto | Vélez Sarsfield | Estadio Campeón del Siglo (0 spett.)\| Arbitro: \| Anderson Daronco \| |
| Arbitro:                                               | Anderson Daronco |               |                 |                                                                        |

Classificandosi al 2° posto nel Gruppo H, il Peñarol ha ottenuto al qualificazione alla fase finale della Copa Libertadores 2025.

#### Fase ad eliminazione diretta

##### Ottavi di finale
Dal sorteggio degli ottavi di finale, tenutosi il 2 giugno 2025 presso la sede della CONMEBOL a Luque (Paraguay), il Peñarol è stato accoppiato al Racing Club (Argentina).

###### Risultati
| Arbitro: | Raphael Claus |

|               |           |  |
| D. Terans 78’ | Marcatori |  |

| Arbitro: | Wilmar Roldán |

|                                                      |           |                |
| A. Martínez 7’ A. Martínez 83’ (rig.) F. Pardo 90+4’ | Marcatori | 15’ N. Herrera |

Con il risultato aggregato di 3–2 in proprio favore, il Racing Club ha eliminato il Peñarol agli ottavi di finale di Copa Libertadores.

## Statistiche
Dati aggiornati al 20 agosto 2025.

### Statistiche di squadra
| Competizione       | P.ti | In casa | In casa | In casa | In casa | In casa | In casa | In trasferta | In trasferta | In trasferta | In trasferta | In trasferta | In trasferta | Campo neutro | Campo neutro | Campo neutro | Campo neutro | Campo neutro | Campo neutro | Totale | Totale | Totale | Totale | Totale | Totale | DR  |
| Competizione       | P.ti | G       | V       | N       | P       | Gf      | Gs      | G            | V            | N            | P            | Gf           | Gs           | G            | V            | N            | P            | Gf           | Gs           | G      | V      | N      | P      | Gf     | Gs     | DR  |
| ------------------ | ---- | ------- | ------- | ------- | ------- | ------- | ------- | ------------ | ------------ | ------------ | ------------ | ------------ | ------------ | ------------ | ------------ | ------------ | ------------ | ------------ | ------------ | ------ | ------ | ------ | ------ | ------ | ------ | --- |
| Apertura           | 24   | 6       | 2       | 1       | 3       | 7       | 11      | 8            | 5            | 2            | 1            | 11           | 5            | 0            | 0            | 0            | 0            | 0            | 0            | 14     | 7      | 3      | 4      | 18     | 15     | +3  |
| Intermedio         | 16   | 4       | 4       | 0       | 0       | 9       | 0       | 3            | 1            | 1            | 1            | 6            | 5            | 1            | 0            | 1            | 0            | 0            | 0            | 8      | 5      | 2      | 1      | 15     | 5      | +10 |
| Clausura           | 6    | 2       | 2       | 0       | 0       | 5       | 1       | 1            | 0            | 0            | 1            | 1            | 2            | 0            | 0            | 0            | 0            | 0            | 0            | 3      | 2      | 0      | 1      | 6      | 3      | +3  |
| Copa Uruguay       | -    | 0       | 0       | 0       | 0       | 0       | 0       | 0            | 0            | 0            | 0            | 0            | 0            | 0            | 0            | 0            | 0            | 0            | 0            | 0      | 0      | 0      | 0      | 0      | 0      | 0   |
| Copa Libertadores  | 11   | 4       | 3       | 1       | 0       | 6       | 2       | 4            | 1            | 1            | 2            | 5            | 5            | 0            | 0            | 0            | 0            | 0            | 0            | 8      | 4      | 2      | 2      | 11     | 7      | +4  |
| Supercopa Uruguaya | -    | 0       | 0       | 0       | 0       | 0       | 0       | 0            | 0            | 0            | 0            | 0            | 0            | 1            | 0            | 0            | 1            | 1            | 2            | 1      | 0      | 0      | 1      | 1      | 2      | -1  |
| Totale             | -    | 16      | 11      | 2       | 3       | 27      | 14      | 16           | 7            | 4            | 5            | 23           | 16           | 2            | 0            | 1            | 1            | 1            | 2            | 34     | 19     | 7      | 9      | 51     | 32     | +19 |

### Andamento in campionato

#### Torneo Apertura
| Giornata  | 1 | 2 | 3 | 4 | 5  | 6  | 7  | 8  | 9  | 10 | 11 | 12 | 13 | 14 | 15 |
| --------- | - | - | - | - | -- | -- | -- | -- | -- | -- | -- | -- | -- | -- | -- |
| Luogo     | T | T | C | T | C  | T  | C  | T  | C  | T  | C  | T  | T  | C  | C  |
| Risultato | V | N | N | N | P  | P  | P  | V  | P  | V  | V  | V  | V  | V  | V  |
| Posizione | 1 | 4 | 5 | 8 | 10 | 12 | 14 | 10 | 11 | 10 | 7  | 7  | 6  | 5  | 4  |

Legenda:

Luogo: C = Casa; T = Trasferta. Risultato: R = Rinviata; V = Vittoria; N = Pareggio; P = Sconfitta.

#### Torneo Intermedio - Serie A
| Giornata  | 1 | 2 | 3 | 4 | 5 | 6 | 7 |
| --------- | - | - | - | - | - | - | - |
| Luogo     | C | T | C | T | T | C | C |
| Risultato | V | N | V | V | P | V | V |
| Posizione | 1 | 3 | 1 | 1 | 1 | 1 | 1 |

Legenda:

Luogo: C = Casa; T = Trasferta. Risultato: R = Rinviata; V = Vittoria; N = Pareggio; P = Sconfitta.

#### Torneo Clausura
| Giornata  | 1 | 2 | 3 | 4 | 5 | 6 | 7 | 8 | 9 | 10 | 11 | 12 | 13 | 14 | 15 |
| --------- | - | - | - | - | - | - | - | - | - | -- | -- | -- | -- | -- | -- |
| Luogo     | C | C | T |   |   |   |   |   |   |    |    |    |    |    |    |
| Risultato | V | V | P |   |   |   |   |   |   |    |    |    |    |    |    |
| Posizione | ? | ? | ? |   |   |   |   |   |   |    |    |    |    |    |    |

Legenda:

Luogo: C = Casa; T = Trasferta. Risultato: R = Rinviata; V = Vittoria; N = Pareggio; P = Sconfitta.

### Statistiche individuali
| Giocatore      | Primera División | Primera División | Primera División | Primera División | Copa Uruguay | Copa Uruguay | Copa Uruguay | Copa Uruguay | Copa Libertadores | Copa Libertadores | Copa Libertadores | Copa Libertadores | Supercopa Uruguaya | Supercopa Uruguaya | Supercopa Uruguaya | Supercopa Uruguaya | Totale   | Totale | Totale      | Totale     |
| Giocatore      | Presenze         | Reti             | Ammonizioni      | Espulsioni       | Presenze     | Reti         | Ammonizioni  | Espulsioni   | Presenze          | Reti              | Ammonizioni       | Espulsioni        | Presenze           | Reti               | Ammonizioni        | Espulsioni         | Presenze | Reti   | Ammonizioni | Espulsioni |
| -------------- | ---------------- | ---------------- | ---------------- | ---------------- | ------------ | ------------ | ------------ | ------------ | ----------------- | ----------------- | ----------------- | ----------------- | ------------------ | ------------------ | ------------------ | ------------------ | -------- | ------ | ----------- | ---------- |
| B. Álvarez     | 1                | 0                | 0                | 0                | -            | -            | -            | -            | -                 | -                 | -                 | -                 | -                  | -                  | -                  | -                  | 1        | 0      | 0           | 0          |
| M. Arezo       | 3                | 2                | 0                | 0                | -            | -            | -            | -            | 2                 | 0                 | 1                 | 0                 | -                  | -                  | -                  | -                  | 5        | 2      | 1           | 0          |
| J. Cabrera     | 19               | 4                | 3                | 0                | -            | -            | -            | -            | 6                 | 0                 | 0                 | 0                 | 1                  | 0                  | 0                  | 1                  | 26       | 4      | 3           | 1          |
| M. Campaña     | 18               | -17              | 0                | 0                | -            | -            | -            | -            | 3                 | -2                | 0                 | 0                 | -                  | -                  | -                  | -                  | 21       | -19    | 0           | 0          |
| B. Cortés      | 2                | -2               | 0                | 0                | -            | -            | -            | -            | 2                 | -3                | 2                 | 0                 | -                  | -                  | -                  | -                  | 4        | -5     | 2           | 0          |
| L. Couture     | 1                | 0                | 0                | 0                | -            | -            | -            | -            | -                 | -                 | -                 | -                 | -                  | -                  | -                  | -                  | 1        | 0      | 0           | 0          |
| E. Darias      | 3                | 1                | 1                | 0                | -            | -            | -            | -            | -                 | -                 | -                 | -                 | 1                  | 0                  | 1                  | 0                  | 4        | 1      | 2           | 0          |
| L. Fernández   | 24               | 7                | 8                | 0                | -            | -            | -            | -            | 8                 | 2                 | 1                 | 0                 | 1                  | 0                  | 1                  | 0                  | 33       | 9      | 10          | 0          |
| Di. García     | 23               | 2                | 1                | 0                | -            | -            | -            | -            | 6                 | 0                 | 0                 | 0                 | 1                  | 1                  | 0                  | 0                  | 30       | 3      | 1           | 0          |
| E. Gularte     | 2                | 1                | 2                | 0                | -            | -            | -            | -            | 2                 | 0                 | 2                 | 0                 | -                  | -                  | -                  | -                  | 4        | 1      | 4           | 0          |
| L. Hernández   | 19               | 1                | 1                | 0                | -            | -            | -            | -            | 4                 | 1                 | 0                 | 0                 | 1                  | 0                  | 0                  | 0                  | 24       | 2      | 1           | 0          |
| N. Herrera     | 16               | 1                | 4                | 1                | -            | -            | -            | -            | 8                 | 1                 | 0                 | 0                 | -                  | -                  | -                  | -                  | 24       | 2      | 4           | 1          |
| A. Machado     | 14               | 1                | 0                | 0                | -            | -            | -            | -            | 3                 | 1                 | 0                 | 0                 | -                  | -                  | -                  | -                  | 17       | 2      | 0           | 0          |
| O. Méndez      | 19               | 0                | 4                | 0                | -            | -            | -            | -            | 6                 | 0                 | 1                 | 0                 | 1                  | 0                  | 0                  | 0                  | 26       | 0      | 5           | 0          |
| P. Milans      | 19               | 0                | 1                | 0                | -            | -            | -            | -            | 6                 | 0                 | 0                 | 0                 | 1                  | 0                  | 1                  | 0                  | 26       | 0      | 2           | 0          |
| S. Muhlethaler | 4                | 0                | 0                | 0                | -            | -            | -            | -            | -                 | -                 | -                 | -                 | -                  | -                  | -                  | -                  | 4        | 0      | 0           | 0          |
| T. Olase       | 1                | 0                | 0                | 0                | -            | -            | -            | -            | -                 | -                 | -                 | -                 | -                  | -                  | -                  | -                  | 1        | 0      | 0           | 0          |
| M. Olivera     | 18               | 4                | 5                | 0                | -            | -            | -            | -            | 8                 | 1                 | 1                 | 0                 | 1                  | 0                  | 0                  | 0                  | 27       | 5      | 6           | 0          |
| E. Remedi      | 19               | 0                | 5                | 2                | -            | -            | -            | -            | 7                 | 1                 | 0                 | 0                 | -                  | -                  | -                  | -                  | 26       | 1      | 5           | 2          |
| J. Rodríguez   | 12               | 0                | 1                | 0                | -            | -            | -            | -            | -                 | -                 | -                 | -                 | -                  | -                  | -                  | -                  | 12       | 0      | 1           | 0          |
| G. Silva       | 3                | 0                | 0                | 0                | -            | -            | -            | -            | -                 | -                 | -                 | -                 | -                  | -                  | -                  | -                  | 3        | 0      | 0           | 0          |
| M. Silvera     | 23               | 8                | 0                | 0                | -            | -            | -            | -            | 8                 | 2                 | 0                 | 0                 | 1                  | 0                  | 0                  | 0                  | 32       | 10     | 0           | 0          |
| I. Sosa        | 22               | 1                | 2                | 0                | -            | -            | -            | -            | 8                 | 0                 | 2                 | 0                 | -                  | -                  | -                  | -                  | 30       | 1      | 4           | 0          |
| D. Suárez      | 9                | 0                | 1                | 0                | -            | -            | -            | -            | 2                 | 0                 | 0                 | 0                 | 1                  | 0                  | 1                  | 0                  | 12       | 0      | 2           | 0          |
| D. Terans      | 20               | 3                | 1                | 0                | -            | -            | -            | -            | 3                 | 1                 | 1                 | 0                 | 1                  | 0                  | 0                  | 0                  | 24       | 4      | 2           | 0          |
| J. Trindade    | 2                | 0                | 0                | 0                | -            | -            | -            | -            | 2                 | 0                 | 0                 | 0                 | -                  | -                  | -                  | -                  | 4        | 0      | 0           | 0          |
| L. Umpiérrez   | 16               | 0                | 1                | 0                | -            | -            | -            | -            | 7                 | 0                 | 0                 | 0                 | -                  | -                  | -                  | -                  | 23       | 0      | 1           | 0          |
| H. Villalba    | 15               | 2                | 0                | 0                | -            | -            | -            | -            | 3                 | 1                 | 0                 | 0                 | -                  | -                  | -                  | -                  | 18       | 3      | 0           | 0          |
| F. Avenatti    | 6                | 0                | 0                | 0                | -            | -            | -            | -            | 1                 | 0                 | 0                 | 0                 | 1                  | 0                  | 0                  | 0                  | 8        | 0      | 0           | 0          |
| G. de Amores   | 6                | -6               | 1                | 0                | -            | -            | -            | -            | 3                 | -2                | 0                 | 0                 | 1                  | -2                 | 0                  | 0                  | 10       | -10    | 1           | 0          |
| J. Báez        | 11               | 2                | 2                | 2                | -            | -            | -            | -            | 5                 | 0                 | 1                 | 0                 | 1                  | 0                  | 0                  | 0                  | 17       | 2      | 3           | 2          |
| Da. García     | 1                | 0                | 0                | 0                | -            | -            | -            | -            | -                 | -                 | -                 | -                 | -                  | -                  | -                  | -                  | 1        | 0      | 0           | 0          |
| F. González    | 1                | 0                | 0                | 0                | -            | -            | -            | -            | -                 | -                 | -                 | -                 | -                  | -                  | -                  | -                  | 1        | 0      | 0           | 0          |
| Léo Coelho     | 17               | 0                | 2                | 1                | -            | -            | -            | -            | 6                 | 0                 | 2                 | 0                 | 1                  | 0                  | 1                  | 0                  | 24       | 0      | 5           | 1          |
| C. Mayada      | 5                | 0                | 0                | 0                | -            | -            | -            | -            | 1                 | 0                 | 0                 | 0                 | -                  | -                  | -                  | -                  | 6        | 0      | 0           | 0          |
| R. Pérez       | 15               | 0                | 6                | 0                | -            | -            | -            | -            | 5                 | 0                 | 2                 | 0                 | 1                  | 0                  | 0                  | 1                  | 21       | 0      | 8           | 1          |